# Snickers (choklad)

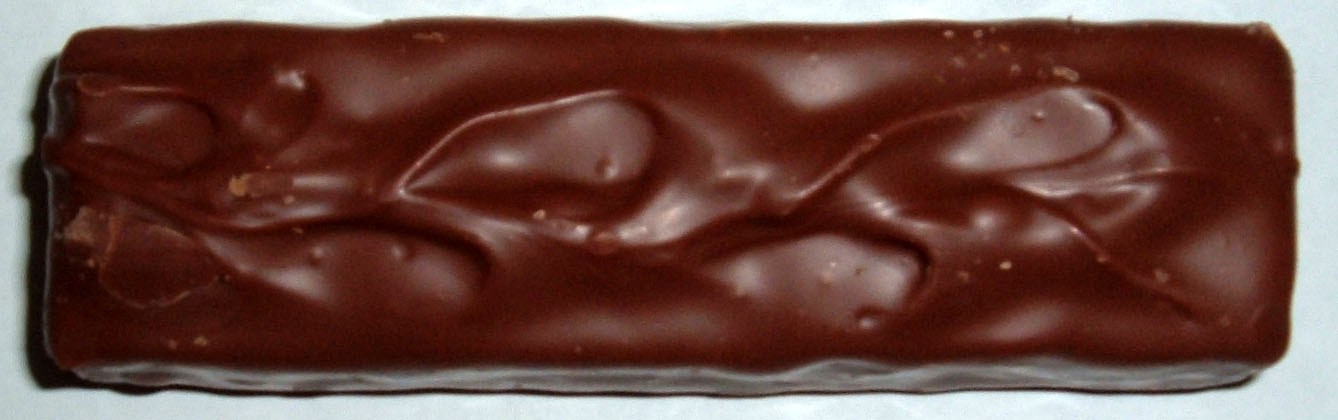
Snickers utan skyddsomslag.

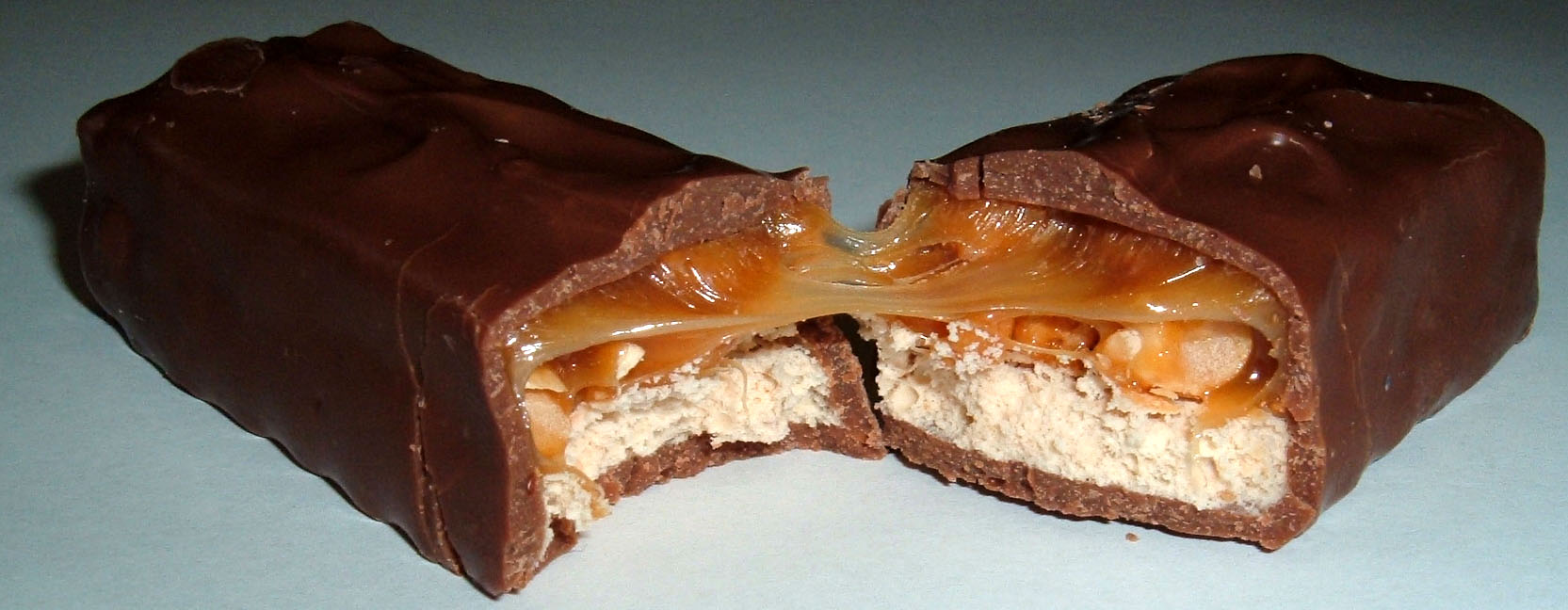
Delad Snickers.

Snickers är en varumärkesskyddad chokladkaka som sedan 1930 tillverkas av Mars Incorporated. Namnet kommer av företagets grundare, Frank Mars, vars favorithäst hette just Snickers. Den består främst av mjuk kola, vit nougat och jordnötter. År 2009 tillverkades i världen runt omkring 15 miljoner bitar per dag.
Sedan 1970-talet har ett flertal olika varianter introducerats på den internationella marknaden.

## Innehåll
Mjölkchoklad (socker, kakaosmör, choklad, skummjölk, laktos, mjölkfett, sojalecitin, artificiell smaksättare), jordnötter, majssirap, socker, palmolja, skummjölk, laktos, delvis hydrogenerad sojabönsolja, salt, äggvita, artificiell smaksättare.